# Dávid Baróti Szabó
Dávid Baróti Szabó či Dávid Szabó z Barótu (maďarsky Baróti Szabó Dávid; 10. duben 1739, Baraolt – 22. listopad 1819, Virt) byl maďarský básník, překladatel, pedagog a kněz-jezuita.

## Život a dílo
Pocházel ze sikulské zemanské rodiny. V roce 1757 vstoupil do jezuitského řádu v Odorheiu Secuiesc. Teologii vystudoval na univerzitě v Košicích. Jako profesor působil na gymnáziích v Oradei, pak v Banské Bystrici (1772–1773), v Komárně, či v Košicích. Byl představitelem maďarského klasicistického básnictví, překladatelem z latiny a angličtiny. Spolu s Ferencem Kazincim a Jánosem Batsányiem v Košicích založil a redigoval literární časopis Maďarské museum (Magyar Museum, 1788). Většina jeho básnických, lingvistických a literárněvědných děl vyšla v letech 1773–1803 v Košicích a v Komárně.

## Galerie

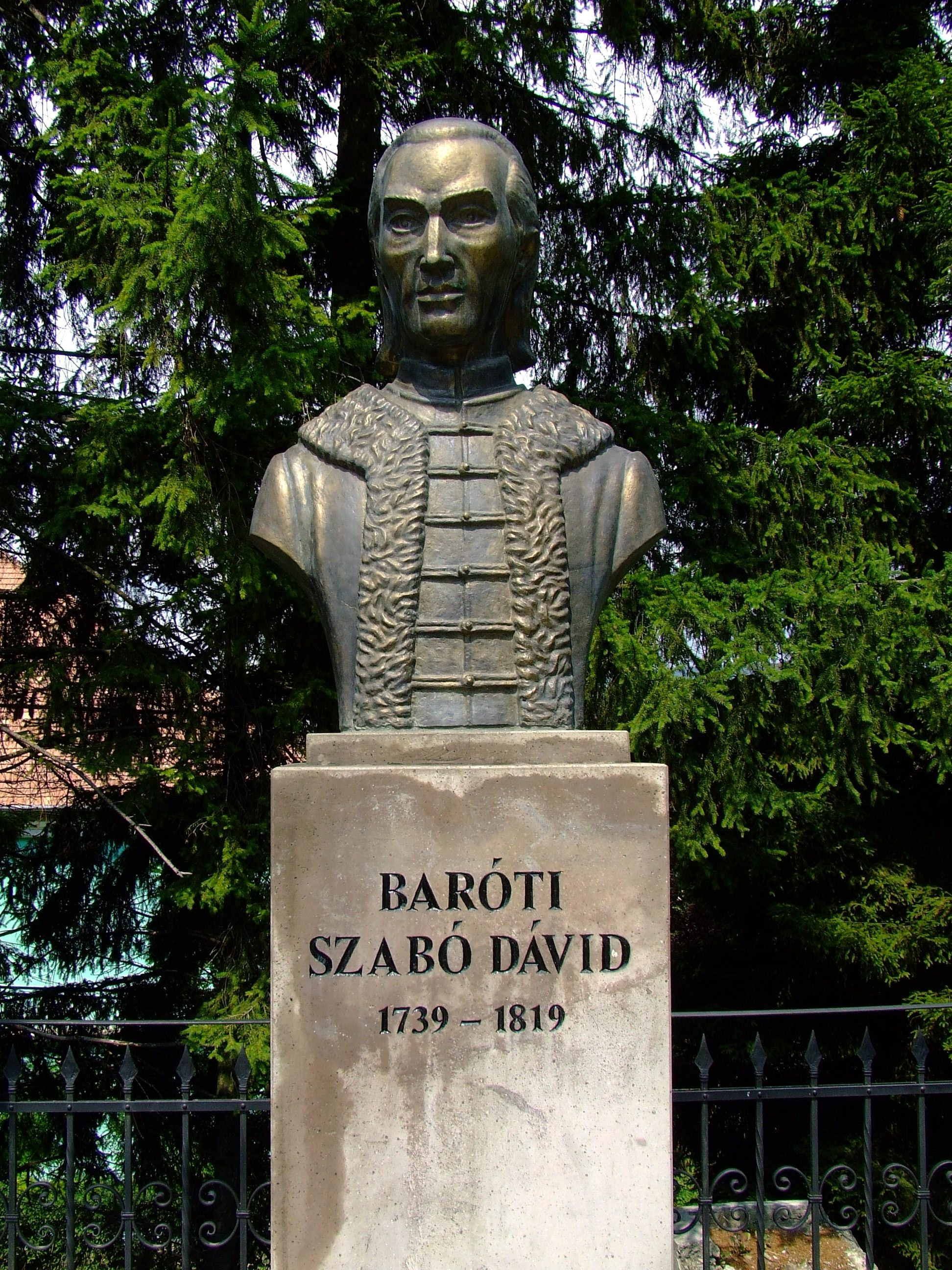
Socha v Odorheiu Secuiesc
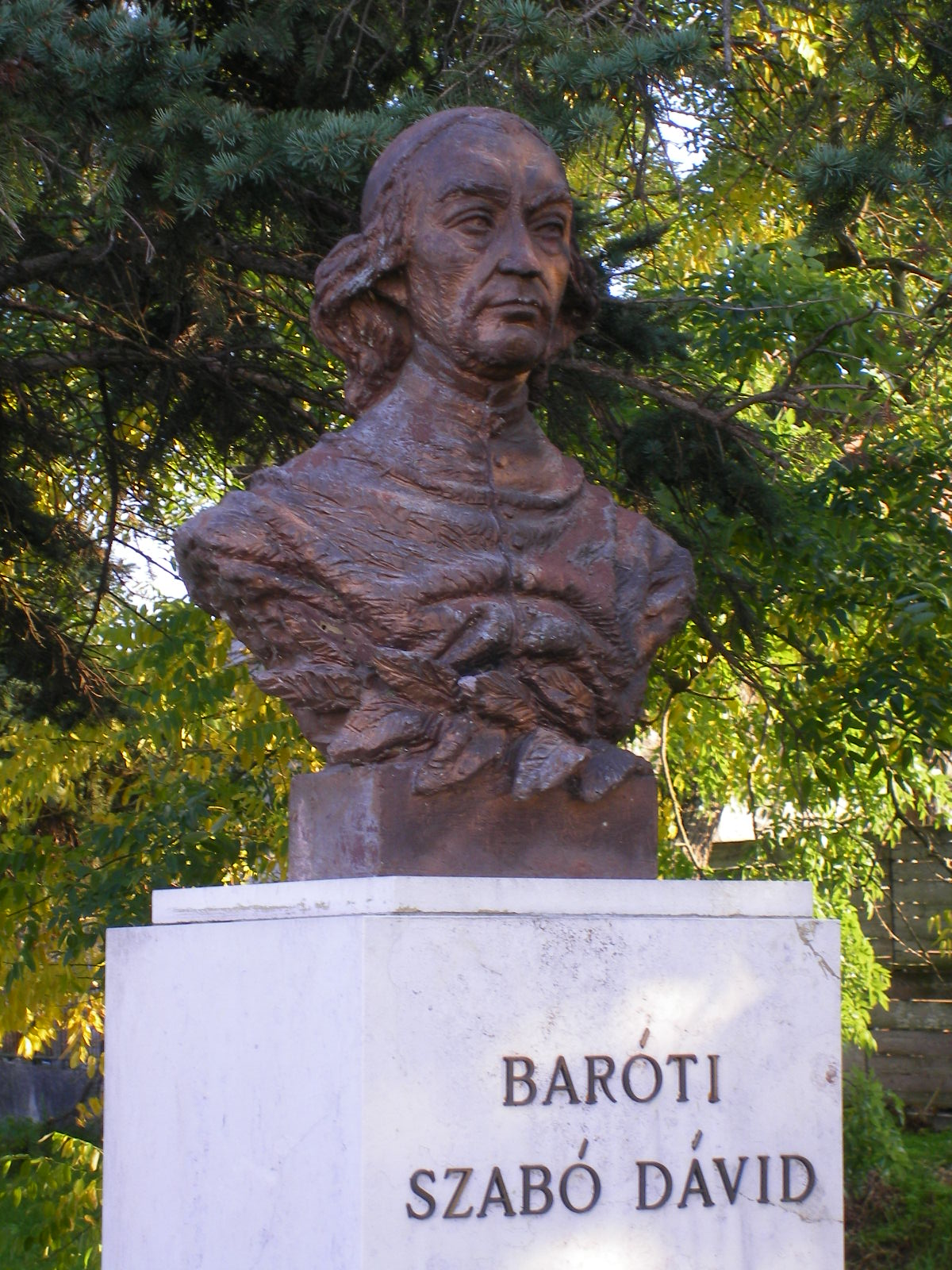
Socha v obci Marcelová v okrese Komárno
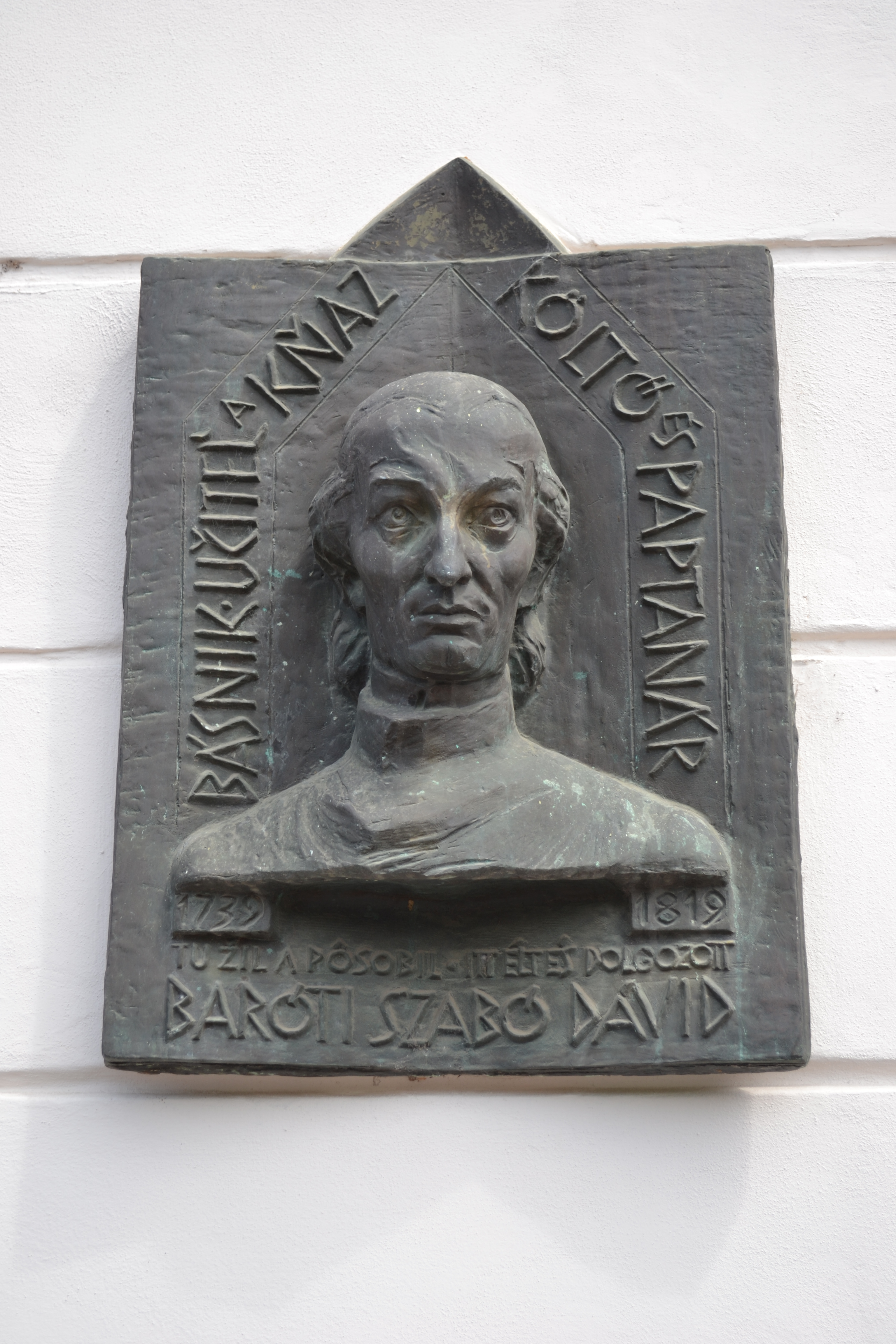
Pamětní deska v Košicích
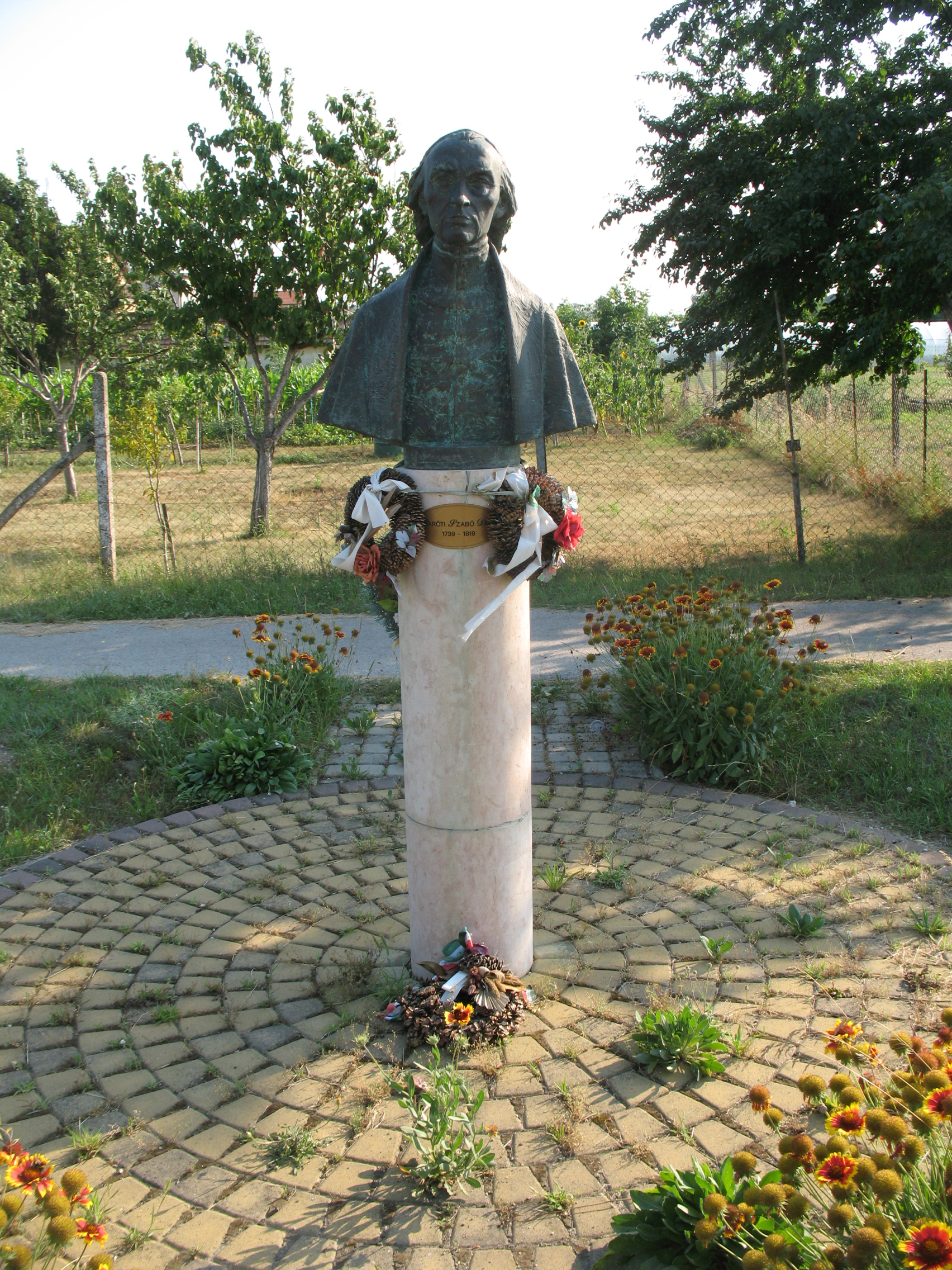
Socha ve Virtu
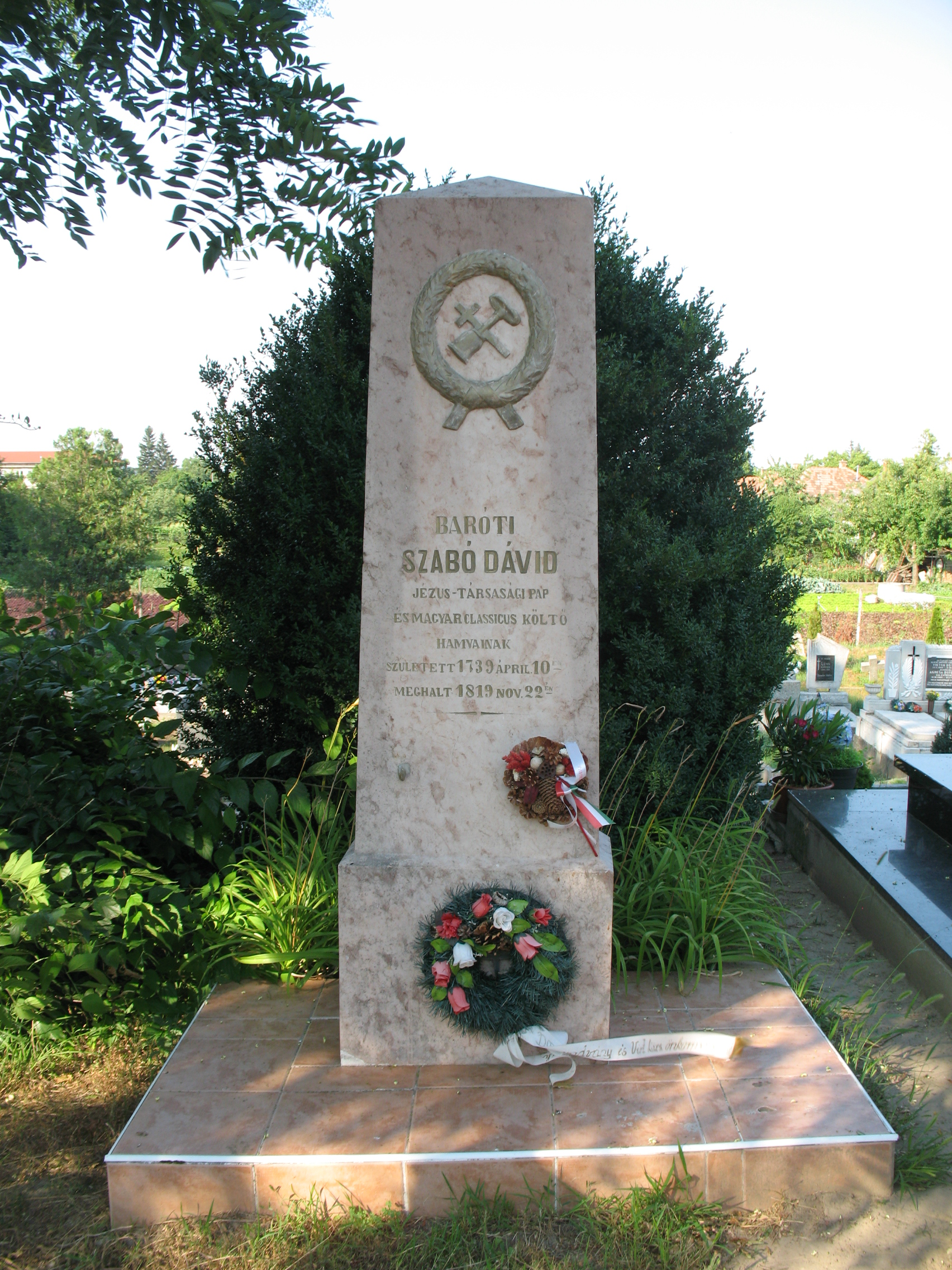
Hrob ve Virtu